# Libbyfängelset
Libbyfängelset var ett sydstatsfängelse i Richmond, Virginia där man under amerikanska inbördeskriget höll nordstatssoldaterna som fångar. Fängelset byggdes mellan 1845 och 1852 av John Enders Sr. och var dimensionerat för 1200 fångar, men periodvis överskreds denna maxgräns.